# 井端弘和
井端 弘和（いばた ひろかず、1975年5月12日 - ）は、神奈川県川崎市川崎区出身の元プロ野球選手（内野手、右投右打）、野球解説者、野球評論家。現在は野球日本代表の監督を務めている。
中日ドラゴンズ時代は同僚の荒木雅博と共に「アライバコンビ」の愛称で親しまれた。妻は元テレビ朝日アナウンサーの河野明子。

## 経歴

### プロ入り前
川崎市立川中島中学校時代までは投手で県立高校への進学を考えていたが、城南品川リトルシニア在籍時に対戦した港東ムースとの試合を観ていた野村克也から直接電話をもらい「投手から遊撃手への転向」と「堀越高等学校へ進学」をアドバイスされ、堀越へと進学。堀越高等学校時代は2年時に第64回選抜高等学校野球大会、3年時に第75回全国高等学校野球選手権大会に出場。その後亜細亜大学に進学。東都大学1部リーグ通算81試合出場、269打数78安打、打率.290、4本塁打、33打点。3年秋から3季連続ベストナイン（二塁手）に選ばれた。2部リーグ（2年春のみ）通算11試合出場、48打数14安打、打率.291、1本塁打、5打点。
1年時は4年・沖原佳典と二遊間を組み、1年上に部坂俊之、中野栄一（プロでも同僚）、1年下に赤星憲広がいた3年秋にリーグ戦優勝。
堀越高校時代の桑原秀範、亜細亜大学時代の内田俊雄と2人の広島商業OBに小技を極め、精神力を鍛え抜く、いわばスモールベースボールを7年間で骨の髄までたたき込まれた。井端の源流は"広商野球"にあった。
1997年のドラフト会議で中日ドラゴンズから5位指名を受け入団。指名されなかった場合、社会人野球の東芝に入団することを希望していた。

### 中日時代
1年目の1998年はシーズン後半戦で一軍に合流し、一軍では18試合に出場した。同年オフのドラフト会議で中日は井端と同じ遊撃手である福留孝介を1位指名し、翌1999年は福留がレギュラーに定着したため、井端は出場機会を得られず、一軍出場なしに終わる。一方で本人は2000年の春季キャンプでチームの主力選手たちを観察し、バントを確実にこなせる選手や守備力に秀でた選手がいないと感じたことから、それらの技術を磨いて一軍での出場機会を得ようと考えた。2000年シーズンは開幕から一軍に帯同し、開幕6試合目の対読売ジャイアンツ（巨人）3回戦で相手の先発投手である新人・高橋尚成との相性を星野仙一監督から尋ねられ、つい「5割は打ってました」と嘘を言ったが、この試合の8回に代打として起用され、中堅前への安打を放つ。1か月後の対巨人3連戦では同年初のスタメン出場を果たし、3試合とも2安打1打点の成績を残した。同年からは試合終盤の守備固め・代走、またはレギュラーとして出場機会を増やしていく。
2001年から全試合出場し、2番遊撃手としてレギュラーに定着した。
2002年には初のベストナインを受賞、オフに背番号を6に変更。
2004年には選手会長に就任し、チームの柱としてリーグ優勝に貢献した。また、自身2度目となるベストナイン（以降、2007年までに4年連続）、自身初の打率3割、ゴールデングラブ賞を受賞した。
2005年には2年連続の打率3割とともに、規定打席到達者中12球団トップの得点圏打率を残す。同年8月27日の対広島東洋カープ戦（ナゴヤドーム）では6回二死満塁の打席で天野浩一から自身初の満塁本塁打を放った。
国際大会での日本代表経験は、2001年に台湾で開催されたIBAFワールドカップ（4位）を皮切りに、2002年キューバで開催されたIBAFインターコンチネンタルカップ（準々決勝リーグ敗退）出場。2003年アテネオリンピック予選を兼ねたアジア野球選手権では長嶋ジャパンの一員として優勝。

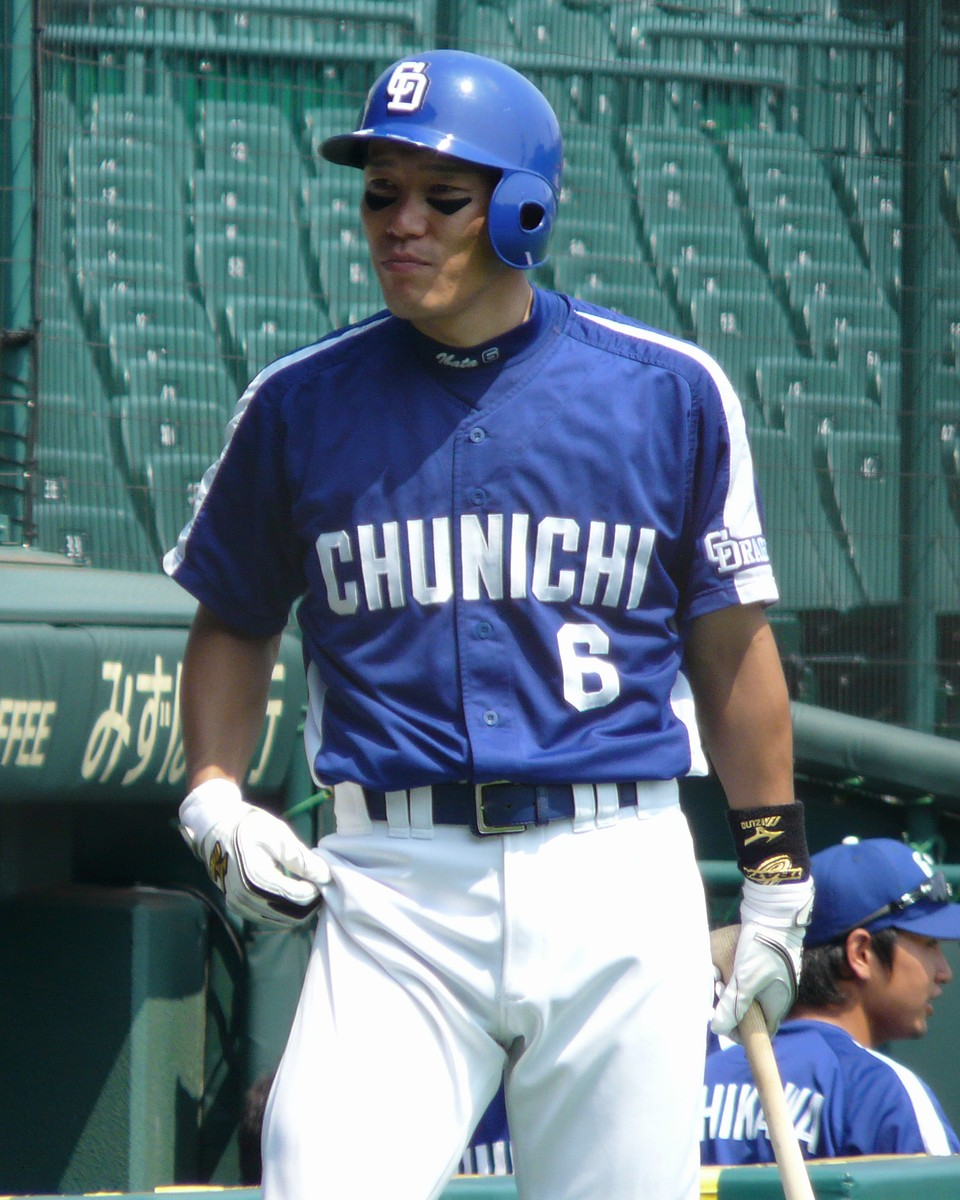
中日ドラゴンズでの現役時代
（2008年7月4日 阪神甲子園球場）

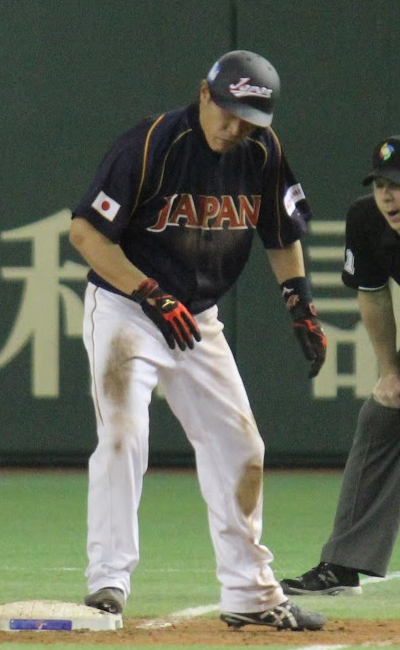
第3回WBCでの井端

2007年の北京オリンピック予選では2大会連続での本戦出場権獲得。一方で、2006年および2009年のワールド・ベースボール・クラシック（WBC）ではメンバーに入らなかった。
2008年8月3日にFA権を取得するも、その日の中日スポーツ朝刊で残留を宣言。オフの12月16日に球団史上最長の5年契約を結ぶ。さらに、12月22日にはテレビ朝日アナウンサーの河野明子と結婚した。
2009年の初めグアムに自主トレに行った際に目の腫れや痛みを訴え、帰国後の医師による診断で上皮角膜ヘルペスによるものだと判明した。肩の故障もあり二塁手にコンバートされる予定であったが、井端本人の調整が目の不調により遅れたことに加え、代わって遊撃手を務める予定であった荒木雅博が開幕直前に足を痛めたことで見送られた。調整は遅れていたもののシーズンでは主に1番打者として全試合に出場し、4年ぶりに打率3割を達成。12月3日には社団法人日本プロ野球選手会の理事長に就任した（2013年12月に退任）。
2010年は予定通り二塁手にコンバート、またチーム方針により6番の打順を任されることが多かった。6月5日の対ロッテ戦で、1500本安打を達成した。6月11日に登録抹消。7月15日に一度一軍復帰するも、途中出場3試合のみで7月25日に再び登録抹消。復帰は10月2日の最終戦になった。離脱の理由は眼病によるもので、ボールがぼやけて見える不調が生じこの年は144試合中53試合しか出場できなかった。長期離脱により2000年以来の規定打席未到達、前年まで6年連続で受賞していたゴールデングラブ賞も逃し、二塁のレギュラーポジションも堂上直倫に明け渡した。11月26日には減額制限一杯となる40パーセントダウン（3億円→1億8千万円・推定）で契約更改。治療を続けていた目に回復の兆しが見られず痛みが続いていたため、このシーズンには引退も考えていた。
2011年は再び2番打者として起用される。7月26日、第一子となる長男が誕生する。打撃面ではプロ入り後で最低の成績に終わった。9月1日にはNPBから反ドーピング規則違反の処分を受けるが、これは目の治療のために使用していた薬物の許可期限切れに伴う継続申請を怠っていた中日球団の過失によるところが大きいと認定され、最も軽いけん責処分となっている。
2012年、開幕戦から6番打者として起用されていたが、シーズン中盤からは5番を務めた。守備面では再び遊撃手に戻り、荒木も元の二塁手に再コンバートされた。最終的に打率.284を残し、3年ぶりにゴールデングラブ賞を受賞した。オフの11月6日に、「侍ジャパンマッチ2012「日本代表 VS キューバ代表」」の日本代表が発表され代表入りした。12月4日に、第3回WBC日本代表候補選手34人が発表され候補入りした。
2013年2月20日に第3回WBC日本代表選手28人に選出された。背番号は「3」だった。ブラジル戦で同点打、3月8日の台湾戦では9回二死から同点打を打ち、打率.556と決勝ラウンドに進出した全選手の中で最も高い打率を記録した。指名打者としても出場し、東京ラウンドのMVPを獲得、大会ベストナインの指名打者部門にも選出された。特に2次ラウンドの台湾戦の同点適時打については「一生忘れない」と語った。シーズン公式戦では100試合出場で打率.236、1本塁打、シーズン後は球団の勧めもあり右足首と右肘の手術を受けるが、手術を受けた後に球団の体制が変わり、年俸減額限度額を越える大幅減俸の提示を受け、秋季キャンプには1人だけ不参加。11月4日に球団から翌年の契約を結ばないことが発表された。

### 巨人時代

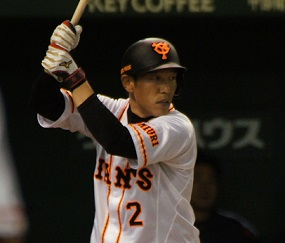
巨人時代（2014年3月1日）

2013年11月26日に読売ジャイアンツとの契約の合意が発表され、12月3日に入団会見する。背番号は2。12月13日に第二子となる長女が誕生。
2014年は、脚に不安を抱える片岡治大に次ぐ二塁手など、主に内野の守備要員として試合に出場する。また、片岡が連戦の疲れを考慮して休養する際は二塁手でスタメン出場し、正遊撃手の坂本勇人が故障等で先発出場ができない際には遊撃手として先発した。7月6日には古巣の中日からの第1号となる本塁打を濱田達郎から打つ。5年ぶりにシーズン3本塁打、CSファイナルステージ阪神戦では第2戦の7回に岩田稔から2点本塁打を打つ。
2015年は開幕スタメンで出場し、序盤はレギュラーとしても出場していた。6月12日、第三子となる次女が誕生。最終的に片岡の故障離脱もあって98試合に出場したが、10月24日に球団事務所で記者会見を行い同年限りで現役を引退することを表明した。日本プロ野球名球会の入会基準である通算2000安打まであと88本と迫っていたが、自身と同学年で同様に同年限りで現役を退き巨人の一軍監督へ就任することとなった高橋由伸からの引退報告を電話で聞き「彼より長くやることはないと思っていた。電話をもらい、すぐに辞めようと思った」と決断したことを会見で明かした。11月5日に日本野球機構（NPB）より任意引退公示された。

### 引退後
2016年から巨人の一軍内野守備走塁コーチに就任。
2018年10月22日に退任。
2019年から日本テレビ・TBSチャンネル・フジテレビONE・東海テレビ・ニッポン放送・東海ラジオの野球解説者、中日スポーツ・東京中日スポーツの野球評論家に就任。また同年10月に日本テレビサービスがYouTubeチャンネル『イバTV〜井端弘和公式チャンネル』を開設。現役時代の裏話や野球界が抱える問題、注目の選手についてなど野球にまつわる話題を、アシスタントMCのみっちーとともに井端独自の目線で語る動画が週一回のペースで投稿される。
2020年からは亜細亜大学時代の同期である飯塚智広が監督を務めている縁で、NTT東日本硬式野球部の臨時コーチに就任。
2022年からはベンチ入りしてNTT東日本のユニフォームも着用するようになった。背番号は88。10月4日から17日までの2週間、台鋼ホークスの客員コーチに就任。
2023年8月1日付で母校の亜細亜大学硬式野球部の外部コーチに野球部同期の飯塚智広と共に就任。
そしてコーチ在任中から並行して侍ジャパンに携わっており、トップチームの監督である稲葉篤紀の元、2017年には第1回アジアプロ野球チャンピオンシップ、2018年には日米野球で日本代表の内野守備・走塁コーチを務めた。
2019年1月、侍ジャパンの強化本部編成戦略担当に就任。2019年の第2回プレミア12、2021年の東京オリンピックでも引き続き、内野守備・走塁コーチを務めた。
2022年からはU-12の監督に就任。第6回WBSC U-12ワールドカップでは7位、翌年の第7回WBSC U-12ワールドカップでは4位となった。

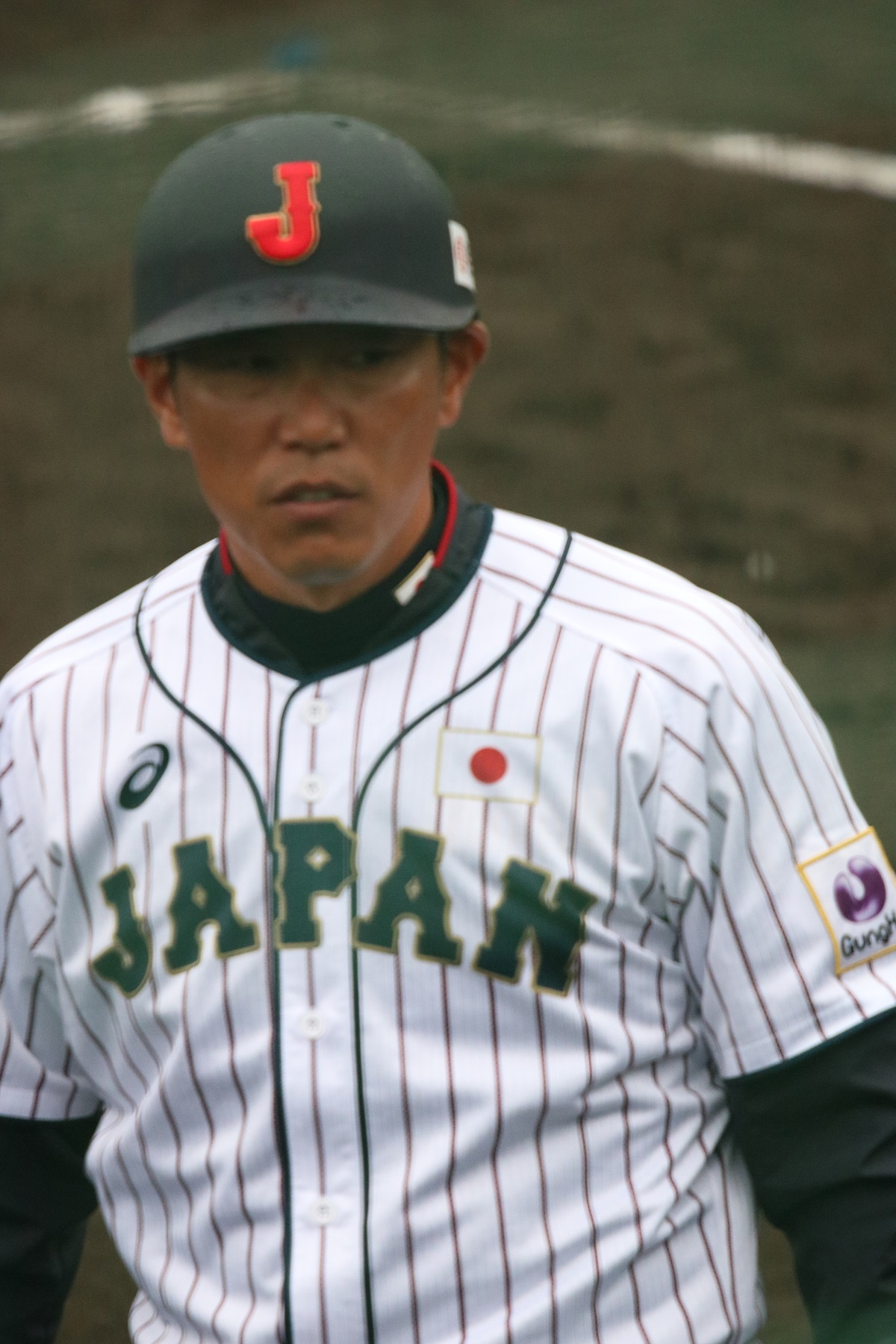
日本代表で一塁コーチを務める井端（2017年11月14日 宮崎市清武総合運動公園）

2023年10月3日、同年3月に開催された第5回WBCで優勝した監督の栗山英樹の後任としてトップチームの監督に就任。またU-12監督を退任する一方で、U-15の監督も兼任する。同年11月に東京ドームで開催された第2回アジアプロ野球チャンピオンシップがトップチーム監督としての初陣となった。同大会では4戦全勝で優勝し、大会連覇を果たした。

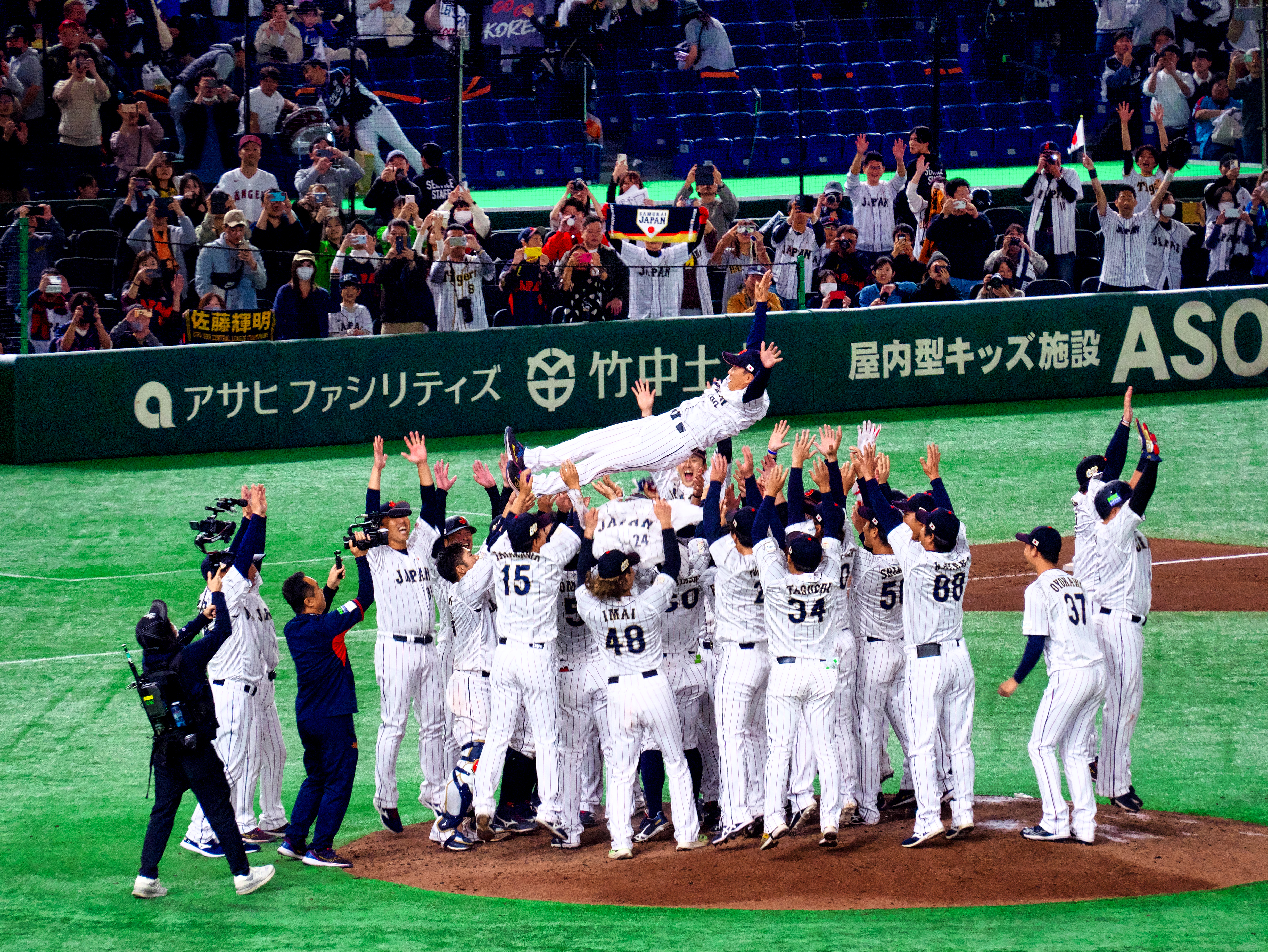
第2回アジアプロ野球チャンピオンシップで優勝し胴上げされる井端

2024年はU-15監督としての初陣となった第6回WBSC U-15ワールドカップにおいて、日本代表として2012年の同大会改組後では初となる優勝を達成した。10月9日には2026年に開催予定の第6回WBCまで継続して監督を務めると発表された。11月に開催された第3回WBSCプレミア12では決勝戦でチャイニーズタイペイ代表に敗れて準優勝。第2回WBSCプレミア12、2020年東京オリンピック、第5回WBCと続いていた日本代表の世界大会連覇が3で止まることになった。

## 選手としての特徴

### 守備・走塁
プロ入り後、一軍での出場機会が少なかった時代は外野を守ることもあったが、プロ入りまで外野の守備経験はほとんどなかった。これは当時遊撃手としては年下の福留孝介がおり、一軍出場が難しいチーム事情から二軍監督の仁村徹は一軍首脳陣に「井端は元々外野手だった」と報告、内外野を守れるユーティリティープレイヤーとして一軍に昇格したためである。
2001年から遊撃手のレギュラーに定着。荒木雅博とは守備で二遊間、打順で1・2番を組むことから「アライバコンビ」というコンビ名で呼ばれる。外野に抜けようかという打球を荒木が捕球したのち、無理に自ら一塁に送球せず井端にトスして送球を委ねるというプレーを始めとした数々の芸術的な守備を見せ、荒木と共に2004年から2009年まで6年連続でゴールデングラブ賞を受賞している。2021年12月に投票が行われた「三井ゴールデン・グラブ レジェンズ」では、遊撃手部門で1位となった。2010年からは年齢的な負担を考慮して二塁手にコンバートされ、荒木と守備位置の入れ替えを行った。2012年からはこの年から監督に就任した高木守道の「井端は（二塁を守っている時は）気持ちが吹っ切れてなかったし、荒木も肩に不安があるから」という意見と井端本人が遊撃手を希望したことにより、再び守備位置を入れ替えることになり、この年は守備イニング1000以上の遊撃手で両リーグ2位となるUZR15.9を記録した。
走塁面でもシーズン20盗塁以上を三度記録し、右打者ながら一塁到達3.98秒を記録するスピードを誇ることもあるが、大半は4秒台前半-6秒台前半とムラが激しい傾向にある。また通算盗塁成功率も62％と低かった。

### 打撃
守備力同様に打撃も優れていた。「しぶとい打撃」といわれ、通算安打数1912安打を記録した打力を持つ。2001年から2011年までは主に2番打者として起用され、荒木が不調の場合は井端が1番に入ることもあった。また、監督の方針により3番、5番、6番などの打順を任されることもあった。柔らかいリストワークを生かしたバットコントロールの良さを持ち味とする。大きく左足を上げるバッティングフォームだが、タイミングやステップを微調整するため対応力が高い。
2006年から2010年までの5年間で左投手に対して打率.307を残し、基準違反統一球が導入されていた2011年から2012年も打率.285を記録するなど左投手を得意としている。空振りは少なく、外角の球に限らず内角の厳しいコースも腕をたたんで右方向へ運ぶ技術を備え、得点圏時には右方向に8割以上の割合で打球を運ぶなど場面に応じたバッティングもできる他、ファウル打ちは球界屈指の技術を誇る。
現役時代の本塁打数は通算で56本とホームランバッターというタイプではないため、本人はプロ初本塁打の際に「よかったこれで」と安堵したと引退後に語っており「ホームラン1本打つならヒット2本3本打ちたいなと思っていた」とのこと。

## 人物
中日チーム内での愛称は「イバチン」で、名付け親は入団当時の監督である星野仙一。
趣味は競艇。年末年始には、愛知県にあるBOAT RACE蒲郡でトークショーに出演するのがここ数年の恒例行事となっている。ボートレーサーの中では原田幸哉と仲が良い。
大学時代は野球部に「1年生・2年生は電車の座席に座ってはいけない」という決まりがあったが、ある日前後の車両に先輩がいないのを確認して座席に座ったら、先輩が踏切に立って電車の外から見張っていたため肝を冷やした。
内野守備が特に上手い選手として中日時代のチームメイトである久慈照嘉と酒井忠晴を挙げている。井端は二人の守備を「魅せる守備（華麗なグラブさばき）」と表現。現役時代は「魅せる守備では、彼らには到底追いつけないと思った。自分が彼らのようなグラブさばきをすると、軽いプレーだと思われる恐れがあった」と振り返り、堅実なプレースタイルが特徴であった川相昌弘を参考にしたという。しかし、久慈や酒井の守備スタイルの練習は続けており、「ここぞという時にやろうと思えばできる」というスタイルでいたという。
2004年から2018年まで、出身校である川崎市立川中島小学校で開催される「井端祭り」に参加し、子ども達との交流を図っていた。2006年から2015年まで川崎市の野球少年のために「井端弘和杯」を主催していた。
井端のファンであると公言している人物としては、井端の妻である河野明子や、SKE48の高柳明音、吉田沙保里などが知られている。
2021年8月8日放送の、NHK教育テレビジョンの番組おとうさんといっしょのコーナー「父山（とうさん）のぼり」に2人の娘とともに出演。自身の紹介シーンには水木一郎の歌う「燃えよドラゴンズ」が流れた。なお、水木は、おとうさんといっしょの兄弟番組であるおかあさんといっしょで2代目の「うたのおにいさん」を務めていた。
2022年に、長男が5年生ながらベイスターズジュニアに選出された。背番号は父・井端が中日時代につけていた番号と同じ「6」であった。長男は翌2023年にもベイスターズジュニアに選出され、キャプテンとしてチームを優勝に導いている。
才能を認められていただけに監督の1人であった落合博満にしごかれた1人でもあった。突出した守備能力で落合からも「助けられたことが多々あった」と認められているが、井端はしごかれたことで「かなりムカついた顔」をよくしていたという。

## 詳細情報

### 年度別打撃成績
| 年 度      | 球 団      | 試 合 | 打 席 | 打 数 | 得 点 | 安 打 | 二 塁 打 | 三 塁 打 | 本 塁 打 | 塁 打 | 打 点 | 盗 塁 | 盗 塁 死 | 犠 打 | 犠 飛 | 四 球 | 敬 遠 | 死 球 | 三 振 | 併 殺 打 | 打 率 | 出 塁 率 | 長 打 率 | O P S |
| ---------- | ---------- | ----- | ----- | ----- | ----- | ----- | -------- | -------- | -------- | ----- | ----- | ----- | -------- | ----- | ----- | ----- | ----- | ----- | ----- | -------- | ----- | -------- | -------- | ----- |
| 1998       | 中日       | 18    | 60    | 49    | 2     | 12    | 1        | 0        | 0        | 13    | 2     | 4     | 0        | 4     | 0     | 6     | 0     | 1     | 8     | 0        | .245  | .339     | .265     | .605  |
| 2000       | 中日       | 92    | 270   | 242   | 35    | 74    | 7        | 0        | 3        | 90    | 16    | 6     | 8        | 8     | 2     | 16    | 0     | 2     | 22    | 1        | .306  | .351     | .372     | .723  |
| 2001       | 中日       | 140   | 625   | 531   | 53    | 139   | 25       | 3        | 1        | 173   | 32    | 14    | 12       | 37    | 2     | 49    | 2     | 6     | 60    | 10       | .262  | .330     | .326     | .656  |
| 2002       | 中日       | 135   | 596   | 531   | 67    | 154   | 25       | 1        | 4        | 193   | 25    | 6     | 9        | 6     | 0     | 53    | 1     | 6     | 77    | 11       | .290  | .361     | .363     | .724  |
| 2003       | 中日       | 105   | 447   | 386   | 44    | 103   | 14       | 0        | 5        | 132   | 27    | 5     | 3        | 30    | 1     | 28    | 0     | 2     | 50    | 9        | .267  | .319     | .342     | .661  |
| 2004       | 中日       | 138   | 642   | 562   | 81    | 170   | 30       | 2        | 6        | 222   | 57    | 21    | 10       | 18    | 3     | 54    | 0     | 5     | 74    | 16       | .302  | .367     | .395     | .762  |
| 2005       | 中日       | 146   | 659   | 560   | 87    | 181   | 22       | 5        | 6        | 231   | 63    | 22    | 8        | 19    | 2     | 72    | 3     | 6     | 77    | 11       | .323  | .405     | .413     | .817  |
| 2006       | 中日       | 146   | 666   | 573   | 97    | 162   | 19       | 2        | 8        | 209   | 48    | 17    | 12       | 27    | 1     | 61    | 0     | 4     | 72    | 13       | .283  | .355     | .365     | .720  |
| 2007       | 中日       | 144   | 665   | 588   | 87    | 174   | 34       | 4        | 5        | 231   | 45    | 23    | 6        | 8     | 1     | 63    | 1     | 5     | 74    | 13       | .296  | .368     | .393     | .761  |
| 2008       | 中日       | 106   | 466   | 408   | 51    | 113   | 16       | 3        | 5        | 150   | 23    | 8     | 3        | 16    | 2     | 37    | 1     | 3     | 56    | 7        | .277  | .340     | .368     | .708  |
| 2009       | 中日       | 144   | 657   | 569   | 80    | 174   | 24       | 2        | 5        | 217   | 39    | 13    | 7        | 8     | 2     | 72    | 0     | 6     | 66    | 13       | .306  | .388     | .381     | .770  |
| 2010       | 中日       | 53    | 212   | 180   | 18    | 47    | 6        | 0        | 0        | 53    | 16    | 0     | 0        | 6     | 2     | 21    | 1     | 3     | 28    | 13       | .261  | .345     | .294     | .639  |
| 2011       | 中日       | 104   | 434   | 376   | 28    | 88    | 9        | 1        | 1        | 102   | 29    | 3     | 3        | 31    | 2     | 25    | 1     | 0     | 53    | 10       | .234  | .280     | .271     | .551  |
| 2012       | 中日       | 140   | 553   | 489   | 35    | 139   | 17       | 0        | 2        | 162   | 35    | 4     | 4        | 8     | 1     | 52    | 2     | 3     | 58    | 14       | .284  | .356     | .331     | .687  |
| 2013       | 中日       | 100   | 376   | 326   | 30    | 77    | 9        | 0        | 1        | 89    | 18    | 0     | 2        | 8     | 0     | 38    | 0     | 4     | 51    | 13       | .236  | .323     | .273     | .596  |
| 2014       | 巨人       | 87    | 187   | 164   | 16    | 42    | 3        | 0        | 3        | 54    | 16    | 0     | 0        | 4     | 1     | 18    | 0     | 0     | 24    | 11       | .256  | .328     | .329     | .657  |
| 2015       | 巨人       | 98    | 321   | 269   | 20    | 63    | 9        | 0        | 1        | 75    | 19    | 3     | 3        | 10    | 2     | 37    | 0     | 3     | 36    | 4        | .234  | .331     | .279     | .610  |
| 通算：17年 | 通算：17年 | 1896  | 7836  | 6803  | 831   | 1912  | 270      | 23       | 56       | 2396  | 510   | 149   | 90       | 248   | 24    | 702   | 12    | 59    | 886   | 169      | .281  | .352     | .352     | .706  |

- 各年度の太字はリーグ最高

### WBCでの打撃成績
| 年 度 | 代 表 | 試 合 | 打 席 | 打 数 | 得 点 | 安 打 | 二 塁 打 | 三 塁 打 | 本 塁 打 | 塁 打 | 打 点 | 盗 塁 | 盗 塁 死 | 犠 打 | 犠 飛 | 四 球 | 敬 遠 | 死 球 | 三 振 | 併 殺 打 | 打 率 | 出 塁 率 | 長 打 率 |
| ----- | ----- | ----- | ----- | ----- | ----- | ----- | -------- | -------- | -------- | ----- | ----- | ----- | -------- | ----- | ----- | ----- | ----- | ----- | ----- | -------- | ----- | -------- | -------- |
| 2013  | 日本  | 6     | 23    | 18    | 6     | 10    | 1        | 0        | 0        | 11    | 4     | 0     | 1        | 0     | 0     | 5     | 0     | 0     | 3     | 0        | .556  | .652     | .611     |

### 日米野球での打撃成績
| 年 度 | チ ｜ ム | 試 合 | 打 席 | 打 数 | 得 点 | 安 打 | 二 塁 打 | 三 塁 打 | 本 塁 打 | 塁 打 | 打 点 | 盗 塁 | 盗 塁 死 | 犠 打 | 犠 飛 | 四 球 | 敬 遠 | 死 球 | 三 振 | 併 殺 打 | 打 率 | 出 塁 率 | 長 打 率 | O P S |
| ----- | -------- | ----- | ----- | ----- | ----- | ----- | -------- | -------- | -------- | ----- | ----- | ----- | -------- | ----- | ----- | ----- | ----- | ----- | ----- | -------- | ----- | -------- | -------- | ----- |
| 2004  | NPB      | 6     | 13    | 10    | 2     | 1     | 0        | 0        | 0        | 1     | 1     | 1     | 0        | 0     | 1     | 2     | 0     | 0     | 2     | 1        | .100  | .100     | .231     | .331  |

### 年度別守備成績
内野
| 年 度 | 球 団 | 一塁  | 一塁  | 一塁  | 一塁  | 一塁  | 一塁     | 二塁  | 二塁  | 二塁  | 二塁  | 二塁  | 二塁     | 三塁  | 三塁  | 三塁  | 三塁  | 三塁  | 三塁     | 遊撃  | 遊撃  | 遊撃  | 遊撃  | 遊撃  | 遊撃     |
| 年 度 | 球 団 | 試 合 | 刺 殺 | 補 殺 | 失 策 | 併 殺 | 守 備 率 | 試 合 | 刺 殺 | 補 殺 | 失 策 | 併 殺 | 守 備 率 | 試 合 | 刺 殺 | 補 殺 | 失 策 | 併 殺 | 守 備 率 | 試 合 | 刺 殺 | 補 殺 | 失 策 | 併 殺 | 守 備 率 |
| ----- | ----- | ----- | ----- | ----- | ----- | ----- | -------- | ----- | ----- | ----- | ----- | ----- | -------- | ----- | ----- | ----- | ----- | ----- | -------- | ----- | ----- | ----- | ----- | ----- | -------- |
| 1998  | 中日  | -     | -     | -     | -     | -     | -        | 6     | 5     | 10    | 1     | 2     | .938     | -     | -     | -     | -     | -     | -        | 12    | 23    | 34    | 0     | 10    | 1.000    |
| 2000  | 中日  | -     | -     | -     | -     | -     | -        | 23    | 15    | 22    | 0     | 7     | 1.000    | 2     | 2     | 3     | 0     | 0     | 1.000    | 51    | 70    | 122   | 5     | 16    | .975     |
| 2001  | 中日  | -     | -     | -     | -     | -     | -        | 15    | 9     | 10    | 0     | 3     | 1.000    | -     | -     | -     | -     | -     | -        | 134   | 193   | 381   | 4     | 66    | .993     |
| 2002  | 中日  | -     | -     | -     | -     | -     | -        | -     | -     | -     | -     | -     | -        | -     | -     | -     | -     | -     | -        | 134   | 237   | 387   | 6     | 69    | .990     |
| 2003  | 中日  | -     | -     | -     | -     | -     | -        | -     | -     | -     | -     | -     | -        | -     | -     | -     | -     | -     | -        | 104   | 150   | 319   | 2     | 62    | .996     |
| 2004  | 中日  | -     | -     | -     | -     | -     | -        | -     | -     | -     | -     | -     | -        | -     | -     | -     | -     | -     | -        | 138   | 213   | 472   | 4     | 90    | .994     |
| 2005  | 中日  | -     | -     | -     | -     | -     | -        | -     | -     | -     | -     | -     | -        | -     | -     | -     | -     | -     | -        | 146   | 204   | 480   | 5     | 97    | .993     |
| 2006  | 中日  | -     | -     | -     | -     | -     | -        | -     | -     | -     | -     | -     | -        | 2     | 0     | 0     | 0     | 0     | ----     | 146   | 242   | 475   | 4     | 77    | .994     |
| 2007  | 中日  | -     | -     | -     | -     | -     | -        | -     | -     | -     | -     | -     | -        | -     | -     | -     | -     | -     | -        | 144   | 222   | 465   | 6     | 97    | .991     |
| 2008  | 中日  | -     | -     | -     | -     | -     | -        | -     | -     | -     | -     | -     | -        | -     | -     | -     | -     | -     | -        | 106   | 139   | 311   | 8     | 50    | .983     |
| 2009  | 中日  | -     | -     | -     | -     | -     | -        | -     | -     | -     | -     | -     | -        | -     | -     | -     | -     | -     | -        | 144   | 218   | 477   | 8     | 92    | .989     |
| 2010  | 中日  | -     | -     | -     | -     | -     | -        | 45    | 114   | 114   | 1     | 27    | .996     | -     | -     | -     | -     | -     | -        | 8     | 15    | 18    | 2     | 1     | .943     |
| 2011  | 中日  | -     | -     | -     | -     | -     | -        | 102   | 260   | 328   | 5     | 54    | .992     | 2     | 1     | 2     | 0     | 0     | 1.000    | -     | -     | -     | -     | -     | -        |
| 2012  | 中日  | -     | -     | -     | -     | -     | -        | -     | -     | -     | -     | -     | -        | -     | -     | -     | -     | -     | -        | 140   | 186   | 450   | 4     | 94    | .994     |
| 2013  | 中日  | -     | -     | -     | -     | -     | -        | 2     | 1     | 3     | 0     | 0     | 1.000    | -     | -     | -     | -     | -     | -        | 93    | 118   | 248   | 6     | 40    | .984     |
| 2014  | 巨人  | 14    | 36    | 2     | 0     | 7     | 1.000    | 42    | 84    | 84    | 1     | 21    | .994     | 16    | 4     | 7     | 0     | 1     | 1.000    | 14    | 9     | 18    | 0     | 4     | 1.000    |
| 2015  | 巨人  | 26    | 154   | 10    | 1     | 9     | .994     | 33    | 63    | 55    | 1     | 10    | .992     | 39    | 23    | 35    | 2     | 2     | .967     | 11    | 11    | 28    | 1     | 4     | .975     |
| 通算  | 通算  | 40    | 190   | 12    | 1     | 16    | .995     | 268   | 551   | 626   | 9     | 124   | .992     | 61    | 30    | 47    | 2     | 3     | .975     | 1525  | 2250  | 4685  | 65    | 869   | .991     |

外野
| 年 度 | 球 団 | 外野  | 外野  | 外野  | 外野  | 外野  | 外野     |
| 年 度 | 球 団 | 試 合 | 刺 殺 | 補 殺 | 失 策 | 併 殺 | 守 備 率 |
| ----- | ----- | ----- | ----- | ----- | ----- | ----- | -------- |
| 2000  | 中日  | 21    | 18    | 0     | 1     | 0     | .947     |
| 2001  | 中日  | 11    | 16    | 2     | 0     | 0     | 1.000    |
| 通算  | 通算  | 32    | 34    | 2     | 1     | 0     | .973     |

- 各年度の太字はリーグ最高
- 太字年はゴールデングラブ賞受賞

### 表彰
NPB
- ベストナイン：5回（2002年、2004年 - 2007年）
- ゴールデングラブ賞：7回（2004年 - 2009年、2012年） ※遊撃手として7度受賞は、山下大輔に次ぐ歴代2位
  - 三井ゴールデン・グラブ レジェンズ（遊撃手部門）
- 月間サヨナラ賞：1回（2015年6月）
- オールスターゲーム優秀選手賞：1回（2007年第2戦）
- オールスターゲーム・ベストバッター賞：1回（2009年第2戦、イチロー（オリックス・ブルーウェーブ）、内川聖一（横浜ベイスターズ）に次ぐ5打席連続安打）
- アジアシリーズMVP：1回（2007年）
- 月間アットホームヒーロー賞：1回（2015年6月）

日本代表
- WBC2次ラウンドMVP（2013年）
- WBCベストナイン（指名打者：2013年）

### 記録
初記録
- 初出場・初先発出場：1998年9月8日、対阪神タイガース23回戦（ナゴヤドーム）、7番・遊撃手で先発出場
- 初打席：同上、1回裏にダレル・メイから投手ゴロ
- 初安打・初打点：同上、3回裏にダレル・メイから中前2点適時打
- 初犠打：1998年9月15日、対ヤクルトスワローズ23回戦（明治神宮野球場）、5回表に川崎憲次郎から投手前犠打
- 初盗塁：1998年9月17日、対ヤクルトスワローズ25回戦（明治神宮野球場）、1回表に二盗（投手：山部太、捕手：古田敦也）
- 初本塁打：2000年6月8日、対ヤクルトスワローズ9回戦（明治神宮野球場）、1回表にドナルド・レモンから左越ソロ

節目の記録
- 1000本安打：2007年4月1日、対東京ヤクルトスワローズ3回戦（ナゴヤドーム）、1回裏に藤井秀悟から左中間二塁打 ※史上243人目
- 1000試合出場：2007年7月16日、対東京ヤクルトスワローズ12回戦（ナゴヤドーム）、3番・遊撃手で先発出場 ※史上419人目
- 1500本安打：2010年6月5日、対千葉ロッテマリーンズ4回戦（ナゴヤドーム）、2回裏に吉見祐治から右中間へ適時二塁打 ※史上105人目
- 200犠打：2011年9月1日、対阪神タイガース18回戦（ナゴヤドーム）、6回裏にジェイソン・スタンリッジから投手前犠打 ※史上32人目（高木守道と並ぶ通算犠打の球団タイ記録）
- 1500試合出場：2012年5月3日、対阪神タイガース6回戦（ナゴヤドーム）、6番・遊撃手で先発出場 ※史上174人目

その他の記録
- オールスターゲーム出場：8回（2001年、2002年、2005年、2007年、2008年、2009年、2010年、2011年）
- サイクル安打：2002年9月21日、対横浜ベイスターズ25回戦（ナゴヤドーム） ※史上53人目

### 背番号
- 48（1998年 - 2002年）
- 6（2003年 - 2013年）
  - 3（2013年WBC日本代表での背番号）
- 2（2014年 - 2015年）
- 82（2016年 - 2018年）
- 89（2023年 - ）

### 登場曲
- 「Bad City」SHŌGUN（2002年）
- 「HERO（ヒーローになる時、それは今）」甲斐バンド（2002年）※チャンス時
- 「James Bond Theme」Paul Oakenfold（2003年）
- 「One Night Carnival」氣志團（2004年 - 2006年）
- 「スウィンギン・ニッポン」氣志團（2005年）※チャンス時
- 「アゲ♂アゲ♂EVERY☆騎士」DJ OZMA（2006年 - 2008年）
- 「超!」DJ OZMA（2007年）
- 「While My Guitar Gently Weeps」The Beatles（2009年 - 2010年）
- 「あとひとつ」FUNKY MONKEY BABYS（2011年 - 2015年）

### 代表歴
- 2013 ワールド・ベースボール・クラシック日本代表

### コーチ歴
- 2017 アジア プロ野球チャンピオンシップ 日本代表
- 2019 WBSCプレミア12 日本代表
- 2020年オリンピック野球日本代表

## 関連情報

### メディア出演
ラジオ
- 久野誠のドラゴンズワールド、宮部和裕のドラゴンズEXPRESS（CBCラジオ。週一回程度電話出演。主に月曜日）
- ニッポン放送ショウアップナイター（ニッポン放送）（2019年 - 2023年）
- ガッツナイター（東海ラジオ）（2019年 - 2023年）

CM
- スカパー!e2（スカパー!）2009年プロ野球（地域限定版）

広告
- 名古屋鉄道 - 名鉄特急ミュースカイの広告ポスター
- Wアミノバリュー（大塚製薬）荒木とともに広告ポスターに出演

コラム
- 井端弘和の一の野球

不定期更新。同僚の岩瀬仁紀（岩瀬仁紀の人生野球）とともに中日スポーツの携帯サイト「ドラゴンズ情報」内で、「現状レポート」とファンからの質問に答える「なんでもQ&A」（質問は同じページで受付中）・井端からのメッセージ動画（ダウンロードが必要）のほか、井端オリジナルコンテンツとして「マイブーム」（ただし更新頻度は他の3つと比べると少ない）で構成されている。

ブログ
- 匠の言葉（2019年 - ）

動画配信
- イバTV（YouTube、2019年 - 、毎週水曜更新）

その他
- ほっと青汁（販売元はトーカ堂。元同僚の荒木雅博とともに、同社のテレビショッピングやネットショッピング[リンク切れ]のページにも登場していた。）

### 著書
- 『土壇場力：悔しさと憧れが無限の力を生み出す』（竹書房、2013年7月、ISBN 978-4812495964）
- 『勝負強さ』（角川oneテーマ21、2013年7月、ISBN 978-4041105160）
- 『守備の力』（光文社新書、2014年12月、ISBN 978-4334038328）
- 『内野守備の新常識 4ポジションの鉄則・逆説&バッテリー・外野・攻撃との関係』（廣済堂出版、2019年8月、ISBN 978-4331522387）
- 『井端弘和の遊撃手「超」専門講座』（ベースボール・マガジン社、2019年9月、ISBN 978-4583112350）
- 『アライバの鉄則』（廣済堂出版、2020年7月20日、ISBN 978-4-331-52296-7）- 荒木雅博と共著
- 『野球観 〜勝負をわける頭脳と感性〜』（日本文芸社、2022年6月2日、ISBN 978-4-537-21994-4）
- 『最強 二遊間論』（エクシア出版、2022年10月3日、ISBN 978-4-910-88401-1）
- 『少年野球 デキる選手はやっている「打つ・走る・投げる・守る」』（日本文芸社、2023年7月23日、ISBN 978-4-537-22122-0）

### 関連書籍
- 『プロ野球の名脇役』（二宮清純著、光文社新書、2014年4月、ISBN 978-4334037925）